# Narcís Julià
Narcís Julià Fontané (Gerona, 24 maggio 1963) è un allenatore di calcio ed ex calciatore spagnolo, dal 2010 direttore generale del Barcellona.

## Carriera
Narcís Julià entrò a far parte delle giovanili del Girona all'età di nove anni e a 16 anni esordì in prima squadra.
Nel 1982 si trasferì in Aragona per giocare nel Real Saragozza B. Dopo tre stagioni fu promosso in prima squadra.
Giocò con il Saragozza per nove stagioni, fino al 1994, e vinse due Coppe del Re: nella stagione 1985-86 e nella stagione 1993-1994.
Dopo il ritiro allenò le giovanili del club aragonese e lavorò come assistente di Luis Costa, allenatore del Real Saragozza B. Dal 1997 al 2001 fece il vice allenatore in prima squadra, lavorando con Luis Costa, José Francisco Rojo e Juan Manuel Lillo.
Nel 2001 è tornato a Girona come direttore sportivo, e nel 2003 per un breve periodo ha allenato la squadra. Un anno dopo si è trasferito in Portogallo ed è diventato vice del suo amico Víctor Fernández, allenatore del Porto. I due hanno vinto la Coppa Intercontinentale 2004 ma sono stati esonerati prima del termine della stagione. Narcís Julià ha continuato a lavorare con Fernández al Real Saragozza fino al 2008.
Nel 2009 è subentrato a Cristóbal Parralo come allenatore del Girona ed è riuscito ad evitare la retrocessione.
Nel 2010 è stato ingaggiato dal presidente del Barcellona Sandro Rosell come assistente del direttore sportivo Andoni Zubizarreta.

## Palmarès

### Giocatore

#### Competizioni nazionali
- Coppa di Spagna: 2

Real Saragozza: 1985-86 ,1993-1994